# Oscar Wisting

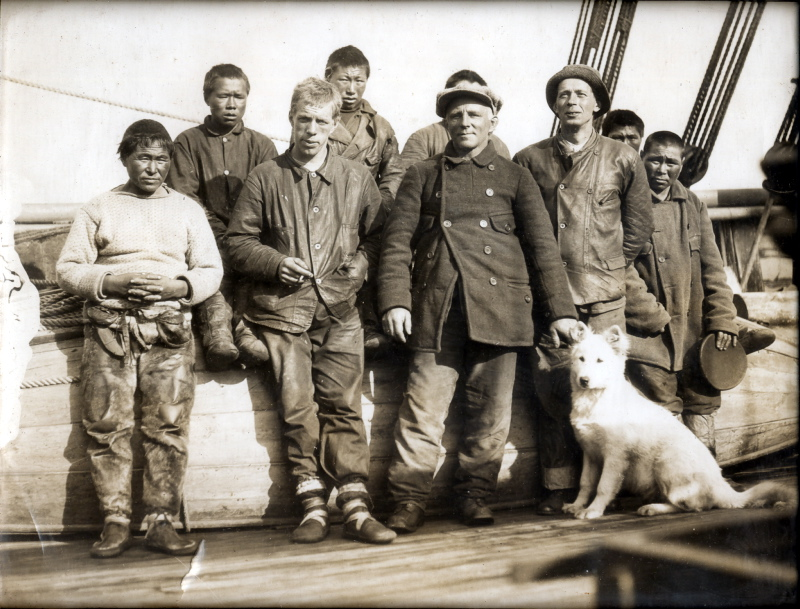
Oscar Wisting (links vom Hund) mit Gennadi Olonkin

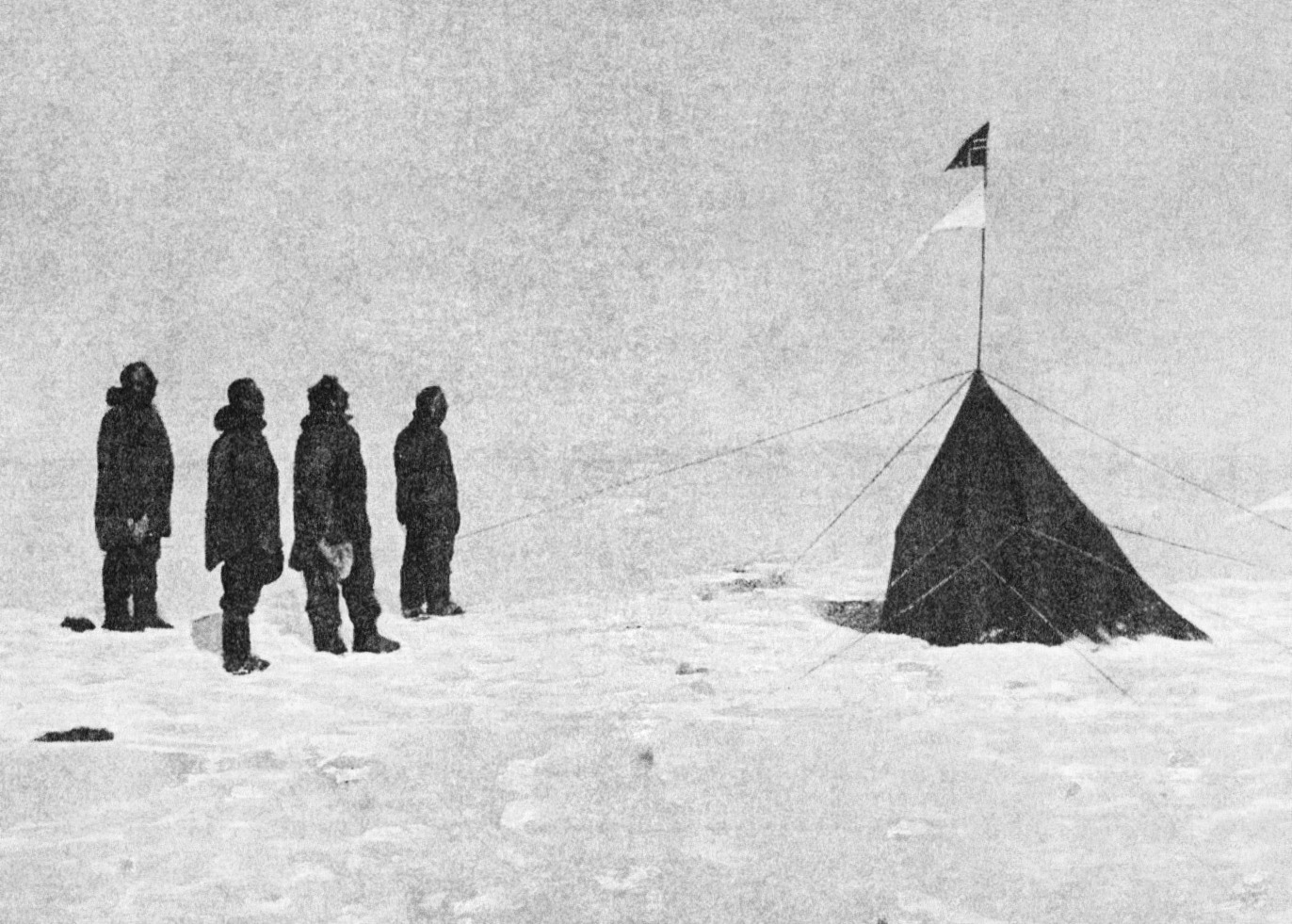
Amundsen, Hanssen, Hassel und Wisting am Südpol. Fotograf: Bjaaland

Oscar Adolf Wisting (* 6. Juni 1871 in Larvik; † 5. Dezember 1936 in Oslo) war ein norwegischer Polarforscher. Er und Roald Amundsen waren die ersten Menschen, die sowohl den Nord- als auch den Südpol erreichten.

## Leben
Wisting war Marinekanonier, als Roald Amundsen ihn 1909 fragte, ob er ihn auf seiner kommenden Expedition begleiten wolle. Amundsen änderte später heimlich seine Pläne. Wisting und die gesamte restliche Besatzung des speziell für polare Bedingungen gebauten Segelschiffs Fram stachen in dem Glauben in See, dass man sich Richtung Nordpol bewegte. In Wirklichkeit jedoch visierte Amundsen den Südpol an, um das Rennen mit Robert Falcon Scott aufzunehmen. Der Erste am Pol zu sein, war Amundsens wohlgehütetes, geheimes Ziel. Wisting wurde sein treuester Gefolgsmann.
Am 14. Dezember 1911 hisste Wisting gemeinsam mit Amundsen, Helmer Hanssen, Olav Bjaaland und Sverre Hassel die norwegische Flagge am geografischen Südpol. Damit waren sie die ersten Menschen, die diesen extrem abgelegenen Ort jemals erreichten. Auf Skiern, mit anfangs fünf von 52 grönländischen Hunden gezogenen Schlitten, brachen die fünf Männer am 21. Oktober 1911 von ihrer Überwinterungsstation „Framheim“ an der antarktischen Eiskante auf; 99 Tage später kamen alle fünf Männer, aber nur noch zwei Schlitten und elf Hunde wieder dort an: rund 3000 km Skilauf durch die eisige antarktische Gebirgslandschaft lagen hinter ihnen.
Von 1918 bis 1925 war Wisting erster Offizier an Bord des Seglers Maud, während man unter Roald Amundsen versuchte, die Nordostpassage zu durchqueren. Ab 1923 fungierte er mehr oder weniger als Expeditionsleiter, nachdem Amundsen aufgebrochen war, um zum Pol zu fliegen.
1926 nahm Wisting an Amundsens erstem erfolgreichen Versuch teil, über den Nordpol zu fliegen. Im Luftschiff Norge erreichten sie den Pol am 12. Mai 1926. Die drei Behauptungen, zuvor am Nordpol gewesen zu sein (von  Frederick Cook 1908, Robert Peary 1909 und Richard E. Byrd 1926, nur einige Tage vor der Norge) sind umstritten; letztlich ungeklärt bleibt, ob die drei „Vorgänger“ aus Irrtum oder in betrügerischer Absicht handelten. Damit gelten die Crewmitglieder der Norge als erste verbürgte Forscher, die den Nordpol erreichten.
Später (1930) schrieb er ein Buch über seine Zeit mit Amundsen: 16 aar med Roald Amundsen (16 Jahre mit Roald Amundsen).
Man darf wohl sagen, dass Wisting einer der ganz wenigen unverbrüchlichen Freunde Amundsens gewesen ist, dessen schwierige Persönlichkeit dauerhafte Freundschaften ansonsten sehr erschwerte.
In späteren Jahren war Oscar Wisting die treibende Kraft hinter der Planung und dem Bau des Frammuseums in Oslo, das errichtet wurde, um die Fram zu beherbergen und der Öffentlichkeit zu präsentieren. Am 5. Dezember 1936 verstarb Wisting in seiner alten Koje an Bord der Fram an einem Herzanfall, nur wenige Tage vor dem 25. Jubiläum der erfolgreichen Südpolexpedition. Der Mount Wisting im antarktischen Königin-Maud-Gebirge trägt seinen Namen.